# Typhula hedericola
Typhula hedericola är en svampart som först beskrevs av Vincenzo de Cesati, och fick sitt nu gällande namn av Corner 1950. Typhula hedericola ingår i släktet Typhula och familjen trådklubbor.   Inga underarter finns listade i Catalogue of Life.